# Губний цілувальник
Губний цілувальник — посада в Московії. У його основні повноваження входило контролювання дій губного старости та розшук розбійників.
Назва губний, на думку Василя Татищева, походить від слова губити, гублення. За даними Н. М. Карамзіна, слово губа в стародавньому німецькому праві означало садибу, а в російському - волость або відомство.
У XVI столітті губний цілувальник — товариш губного старости, а XVII столітті — його підлеглий, який призначався до різних доручень з губним справам.
Соборне уложення царя Олексія, наказуючи вибирати губних цілувальників та інших нижчих посадових осіб губного управління з посад і з повітів з сох, з палацових сіл і чорних волостей і з усяких сошних людей, і з патріарших, митрополичих, архієпископських, єпископських і єпископських і вотчинних земель, полегшувало служивих людей тим, що з маєтків і вотчин, у яких менше 20 чоловік селян, нижчих посадових осіб губного управління обирати не велено. Зазвичай для вибору губних цілувальників повіт розписувався на кістки, але допускалися найрізноманітніші винятки. Ні термін, який вибиралися губні цілувальники, ні кількість їх було визначено законом; принаймні зміна їх без государевого указу з Москви не допускалася. Виборні списки надсилалися до Розбійного приказу до Москви, а до присяги  наводилися дома воєводами. Іноді отримували «за їхнім договором» допомогу від виборців, а іноді замість виборів наймалися на рахунок сошних людей.